# جعفر بن محمد الفريابي
أبو بكر جعفر بن محمد بن الحسن بن المستفاض الفريابي (207 - 301 هـ / 822 - 913م) أحد علماء السنة في القرن الثالث الهجري، ومن رواة الحديث النبوي.

## سيرته
تركي الأصل، من أهل فرياب من ضواحي بلخ. ارتحل من فرياب وهي مدينة من بلاد الترك إلى بلاد ما وراء النهر، وخراسان، والعراق، والحجاز، والشام، ومصر، والجزيرة، ولقي الأعلام وتميز في العلم. وولي القضاء بالدينور مدة. ولما دخل بغداد استقبل فيها بالطبول، وكان يحضر مجلسه بها نحو عشرة آلاف.

## شيوخه وتلاميذه
- شيوخه ومن روى عنهم:

حدث عن: شيبان بن فروخ، ومحمد بن أبي بكر المقدمي، وهدبة بن خالد، وقتيبة بن سعيد، وأبي مصعب الزهري، وإسحاق بن راهويه، وأبي جعفر النفيلي، وسليمان بن بنت شرحبيل، ومحمد بن عائذ، وهشام بن عمار، وصفوان بن صالح، وأبي بكر بن أبي شيبة، وإبراهيم بن الحجاج السامي، وعلي بن المديني، وعبد الأعلى بن حماد، وعثمان بن أبي شيبة، وأبي قدامة السرخسي. ويزيد بن موهب الرملي، وهدية بن عبد الوهاب المروزي، وإسحاق بن موسى الخطمي، ومحمد بن عثمان بن خالد العثماني، وعمرو بن علي الفلاس، وعبد الله بن جعفر البرمكي، والهيثم بن أيوب الطالقاني، وأبي كامل الجحدري، وأحمد بن عيسى التستري، ومحمد بن عبيد بن حساب، وعبيد الله بن معاذ، وأبي كريب محمد بن العلاء، وتميم بن المنتصر، وأبي الأصبغ عبد العزيز بن يحيى، ومنجاب بن الحارث، ومحمد بن مصفى.
- تلاميذه ومن روى عنه:

حدث عنه: أبو بكر النجاد، وأبو بكر الشافعي، وأبي علي بن الصواف، وأبو القاسم الطبراني، وأبو الطاهر الذهلي، وأبو بكر القطيعي، وأبو أحمد بن عدي الجرجاني، وأبو بكر الإسماعيلي، وأبو بكر الجعابي، وأبو القاسم علي بن أبي العقب، وأبو علي بن هارون، وأبو حفص عمر بن الزيات، وأبو بكر الآجري، وعبد الباقي بن قانع، وأبو الحسين محمد بن عبد الله والد تمام الرازي، والحسن بن عبد الرحمن الرامهرمزي، وأبو الفضل عبيد الله بن عبد الرحمن الزهري.

## مؤلفاته
- صفة النفاق وذم المنافقين للفريابي.
- أحكام العيدين للفريابي.
- فضائل القرآن للفريابي.
- القدر للفريابي.
- الصيام للفريابي.
- الفوائد للفريابي.
- القدر للفريابي.
- دلائل النبوة للفريابي.[3]